# Narodni park Bạch Mã
Narodni park Bạch Mã (vietnamsko Vườn quốc gia Bạch Mã) je zaščiteno območje v osrednjem Vietnamu, blizu mesta Huế. Obsega 220 km2 in je razdeljen na tri cone: strogo varovano jedro, upravno območje in varovalni pas. Svetovna zbirka podatkov o zavarovanih območjih (World Database on Protected Areas - WDPA) ga opredeljuje kot »nacionalni park – tamponsko območje«; je bilo ustanovljeno leta 1991 in zavzema površino 37.487 ha v okrožjih Phu Loc, Nam Dong in Dong Giang.
Leta 2004 so park razmišljali o širitvi, da bi ustvarili koridor od meje z Laosom do morja.
Do parka se lahko pride peš, z mopedom ali z avtomobilom vodnika po parku.

## Zgodovina
Leta 1932 je francoski inženir Girard izbral vrh Bạch Mã za hribovsko postajo za kolonialno upravo Huếja. V naslednjih letih je nastala vas s 139 vilami in hoteli. Za namestitev dopustnikov in izogibanje vožnji na delo po strmi, 19 kilometrov dolgi cesti do naslednjega večjega mesta so imeli pošto, tržnico in bolnišnico. Do leta 1937 je število počitniških hiš doseglo 139 in postalo je znano kot Đà Lạt osrednjega Vietnama. Večina obiskovalcev je bila visokih francoskih osebnosti. Ni presenetljivo, da so se Viet Minh močno trudili pokvariti počitnice – na tem območju so v zgodnjih 1950-ih potekali hudi boji. Po osamosvojitvi od Francozov je bil Bạch Mã kmalu pozabljen in vile zapuščene; danes so v popolnem propadu in ostalo je le nekaj kamnitih zidov. Na nadmorski višini 1250 metrov je narodni park priljubljeno poletno zatočišče za Vietnamce, ki pridejo po olajšanje zaradi nižjih temperatur Bạch Mã.
Območje okoli Bạch Mã je bilo prvič zaščiteno kot vrsta gozdnih rezervatov leta 1937, leta 1962 pa ga je vlada Južnega Vietnama razglasila za zaščiteno območje. Leta 1986 je bilo območje ustanovljeno kot narodni park. Gozdovi parka, tako kot narodni park Cát Tiên, so med vietnamsko vojno trpeli zaradi uporabe kemičnih herbicidov in defoliantov, kot je Agent Orange.

## Biotska raznovrstnost
Narodni park Bạch Mã leži v Annamitskem gorovju, ki je eno najbolj mokrih krajev v Vietnamu. Gore so v glavnem sestavljene iz granita, topografija parka pa je na splošno zelo strma.
Položaj Bạch Mã na biogeografski meji med severnim in južnim Vietnamom v kombinaciji z različnimi habitati, ki segajo od obale do visokih gora, pomeni, da je park bogat z biotsko raznovrstnostjo. Je na območju, ki velja za središče rastlinske raznolikosti v Vietnamu. Glavni tip vegetacije so vlažni zimzeleni in montanski gozdovi, pa tudi območja grmičevja in travinja, kjer je bil človek močno prizadet.
Sesalci v parku niso dobro znani, čeprav so v zgodovini v njem živele pomembne vrste, kot so azijski slon, belolični gibon (Nomascus) in šarasti langur (Pygathrix nemaeus). Varuje tudi pomembne vrste ptic, zlasti vietnamske endemite, kot so vietnamski čokati argus (Rheinardia ocellata), annamska jerebica (Tropicoperdix chloropus merlini) in Edwardsov fazan (Lophura edwardsi), ki so veljali za izumrle.